# Ворожейкін Григорій Олексійович
Григо́рій Олексі́йович Вороже́йкін (рос. Григорий Алексеевич Ворожейкин; 16 березня 1895 — 30 січня 1974) — радянський воєначальник, маршал авіації (19.08.1944).

## Життєпис
Народився в селі Березнікі, нині Нелідовського району Тверської області Росії, в селянській родині. Росіянин. Здобув початкову освіту.
До лав Російської імператорської армії призваний у 1914 році. У 1915 році закінчив Псковську школу прапорщиків. Учасник Першої світової війни.
З 1918 року в лавах Червоної армії. В роки Громадянської війни в Росії воював на Південному та Західному фронтах, був командиром батальйону, помічником начальника штабу та начальником штабу бригади, командиром полку.
У 1924 році закінчив стрілецько-тактичну школу імені 3-го Комінтерна, у 1930 році — Курси удосконалення командного складу. До 1932 року перебував у стрілецьких частинах, дійшовши до посади командира стрілецької дивізії. Член ВКП(б) з 1927 року.
Від 1932 року — у ВПС РСЧА. У 1934 році закінчив оперативний факультет Військово-повітряної інженерної академії імені М. Є. Жуковського, перебував на командних посадах у частинах ВПС. З 1936 року — командир і комісар авіаційної бригади особливого призначення, з вересня того ж року — помічник начальника ВПС особливої Червонопрапорної Далекосхідної армії з військової авіації, комдив (28.11.1935).
14 травня 1938 року комдив Г. О. Ворожейкін був заарештований за звинуваченням в антирадянській контрреволюційній діяльності. Майже два роки перебував під слідством. Утримувався у внутрішній в'язниці УНКВС по Хабаровському краю. Звільнений 21 квітня 1940 року у зв'язку з призупиненням справи. Відновлений у РСЧА та у ВКП(б). Працював начальником 3-го відділу Управління бойової підготовки ВПС РСЧА, а з вересня 1940 року — начальником Ленінградських авіаційно-технічних курсів удосконалення керівного складу ВПС РСЧА імені К. Є. Ворошилова.
З січня 1941 року — командувач ВПС Приволзького військового округу. З початком німецько-радянської війни командував ВПС Центрального фронту. Генерал-майор авіації (31.07.1941). З кінця серпня 1941 по березень 1942 року — начальник штабу ВПС РСЧА. Генерал-лейтенант авіації (29.10.1941). У березні — травні 1942 року командував 2-гою ударною авіаційною групою. Від травня 1942 до липня 1946 року — перший заступник командувача ВПС Червоної армії. Генерал-полковник авіації (17.03.1943), маршал авіації (19.08.1944). Протягом 1946—1947 років командував 1-ю повітряною армією.
У травні 1947 року за станом здоров'я звільнений у відставку. У квітні 1948 року вдруге заарештований за звинуваченням в антирадянській діяльності. Слідство за справою тривало 4 роки і 21 квітня 1952 року було передане до Військової колегії Верховного суду СРСР. 28 квітня 1952 року справу було розглянуто. Г. О. Ворожейкін був визнаний винним у здійсненні злочинів, передбачених статтями 58–10 част. 1 і 193-17 пункт «а» КК РРФСР і засуджений до 8 років ув'язнення. Після смерті Й. В. Сталіна був виправданий, а наказ про його звільнення у відставку скасований.
З грудня 1953 року — начальник факультету заочного навчання Військово-повітряної інженерної академії імені М. Є. Жуковського. У березні 1959 року вийшов у відставку.

## Нагороди
Нагороджений двома орденами Леніна, чотирма орденами Червоного Прапора, двома орденами Суворова 1-го ступеня (11.05.1944, 18.08.1945), орденами Суворова 2-го ступеня, Червоної Зірки і медалями.